# Viktor Lebeděv
Viktor Lebeděv (rusky Виктор Лебедев, * 10. března 1988) je ruský zápasník volnostylař tunguzské (evenkovské) národnosti. Začínal s tradičním jakutským zápasem zvaným chapsagaj. Ve 14 si ho jako talentovaného sportovce stáhli trenéři do Jakutsku. Následoval přestup do tréninkového centra v Krasnojarsku, odkud vedla cesta do seniorské ruské reprezentace. V roce 2010 a 2011 získal titul mistra světa a připomněl tak zašlou slávu jakutského volného stylu, který v sedmdesátých letech dvacátého století reprezentovali Pavel Pinigin a Roman Dmitrijev. V roce 2012 ho o účast na olympijských hrách v Londýně v ruské nominaci připravil Džamal Otarsultanov.

## Kontroverze

### WADA vs. Rusko
V roce 2015 se Lebeděv třetím místem na mistrovství světa kvalifikoval na olympijské hry v Riu. Koncem května 2016 měl nominaci na olympijské hry potvrdit na ruském mistrovství konaném v jeho domovském prostředí v Jakutsku. Po vyhroceném čtvrtfinále o sporný bod v závěru porazil Čečence Ismajila Musukajeva a postoupil do finále. Ve finále zvítězil a nominaci na olympijské hry potvrdil. Po skončení turnaje však jury uznala pochybení rozhodčího čtvrtfinálového zápasu a Musukajeva vyhlásila vítězem duelu. Na celkovém pořadí se však změnilo pouze finále, kdy jury Lebeděva i jeho soupeře Alexandra Bogomojeva vyhlásila za společné vítěze. O dva dny později se Lebeděv vzdal olympijské nominace ve prospěch Bogomojeva. Později ho však fanoušci podpořili k účasti na olympijských hrách a při ruské nominaci v 7. července byl na olympijské hry nominován. Následně však po zjištění Světové antidopingové agentury (WADA), že v Rusku probíhá státem řízený doping, byl v červenci vyhlášeno pro dřívější ruské dopingové hříšníky zákaz startu na olympijských hrách v Riu. Lebeděva dohnal dopingový hřích z roku 2006 a Rusko přišlo o kvalifikační kvótu v bantamové váze ve prospěch Běloruska. 6. srpna Mezinárodní sportovní arbitráž uznal námitku, že sportovec nemůže být trestán za prohřešek dvakrát a jím vybojovanou kontinentální kvótu Rusku vrátil.